# Električni bicikl
Električni bicikl je bicikl koji ima ugrađen pomoćni elektromotor koji se napaja iz akumulatora. Može se rabiti i kao "obični" bicikl i nije potrebna vozačka dozvola. Tijekom vožnje preporučuje uporaba zaštitne kacige.
Električni bicikli mogu postići, ovisno o snazi motora, vožnju brzinom od 25 km/h do 35 km/h ili brže.
Na kratkim udaljenostima ili prilikom vožnje u gradu vrlo je prikladno vozilo.